# Maria Majoral
Maria Majoral (Cornellana, 10 de juliol de 1887 - 1976), coneguda com la Tamastima (de la casa cal Tamastim de Cornellana) fou una trementinaire de la Vall de la Vansa. És una de les dones que més temps es va mantenir en l'ofici i, per tant, una de les que té una més llarga trajectòria dins del món de les trementinaires.

## Biografia
Maria Majoral va néixer a cal Tamastim de Cornellana el 10 de juliol de 1887. Els seus pares marxaven del poble durant la temporada d'hivern per treballar a la zona de Vic i s'enduien amb ells Maria Majoral i el seu germà petit. Maria Majoral tenia dos anys quan va fer el seu primer viatge.

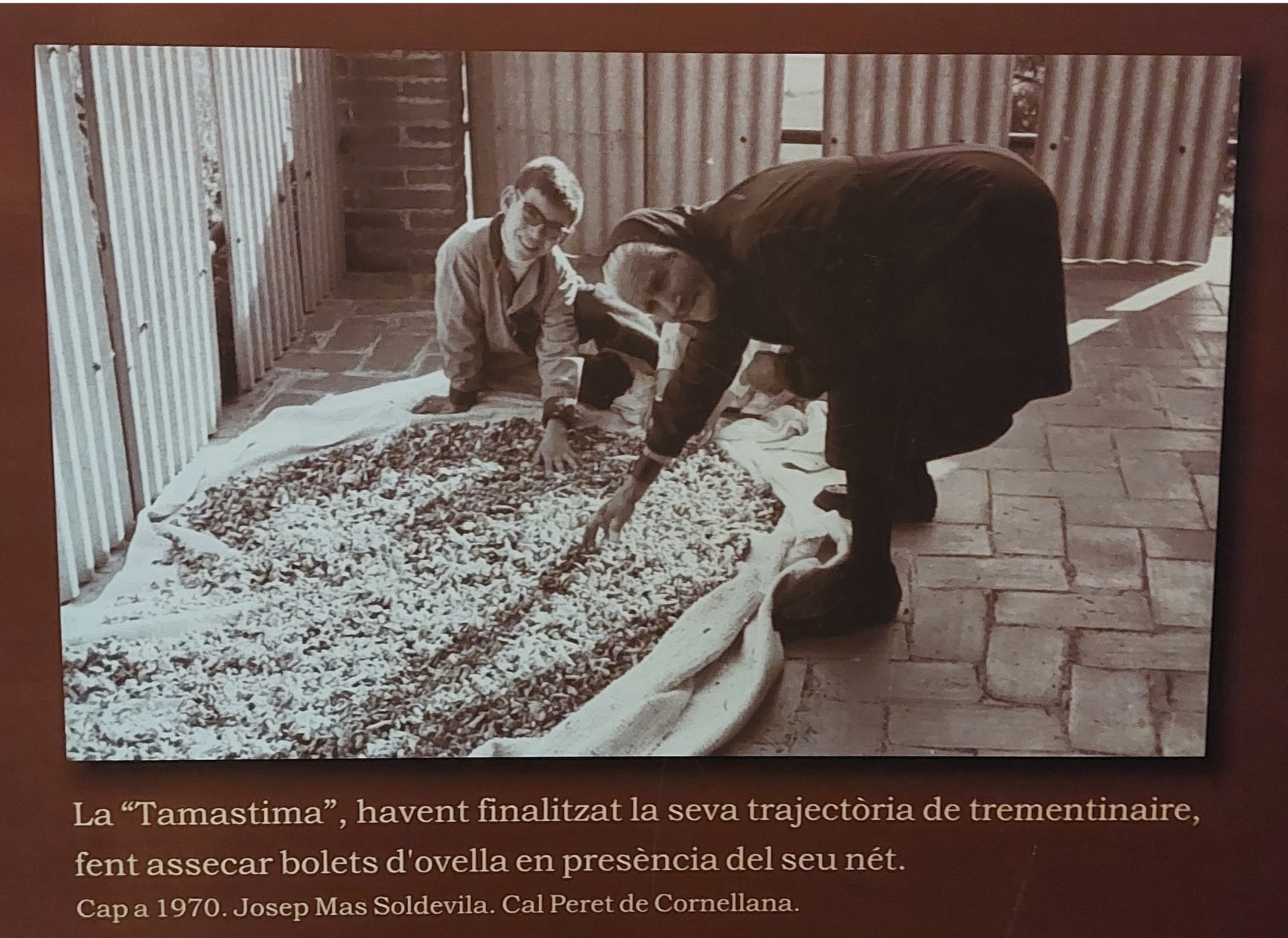
Maria Majoral 'Tamastima', trementinaire. Museu de les Trementinaires de Tuixent

Ella va començar a "anar pel món" com a trementinaire fent d'acompanyanta d'una dona de Tuixent. Començà a fer per si mateixa els seus itineraris com a trementinaire l'any 1899, entre els dotze i tretze anys, quan va llogar com a acompanyanta una nena de 8 anys del seu poble anomenada Rosa Arnau, de Cal Xuriguer. Quan acabava els seus viatges es quedava a Barcelona a treballar com a serventa fins que arribava l'estiu i tornava al poble per ajudar a casa seva.
Es va casar quan tenia 21 anys amb en Jaume, un home de la vall que era hereu d'una casa amb poc terreny d'explotació i sense bestiar. Maria Majoral i en Jaume van tenir quatre filles, però la primera va morir als pocs mesos de néixer. Per aquest motiu va criar les altres filles (Maria, Rosa i Càndida) a la ciutat de Barcelona. Es va quedar a la ciutat durant la temporada d'hivern treballant a la fonda d'uns familiars.
Maria Majoral és una de les dones que més ha estat en l'ofici d' "anar pel món" com a trementinaire. Va fer el seu penúltim viatge sola l'any 1955. L'any següent, el 1956, va fer el seu darrer viatge acompanyada de la seva filla Rosa, a l'edat de 72 anys.
| « | La Maria va anar pel món fins a una edat molt avançada, cap als setanta anys. Això va ser possible pel fet que no hagué de dependre de noies de fora de la família en èpoques en què ja escassejaven a causa dels canvis en les formes de vida i la competència d'altres activitats o oficis (...). La trajectòria d'aquesta dona és excepcionalment llarga, però ho és pel fet que va poder comptar amb l'ajuda esglaonada de sis noies de dues generacions diferents. | » |
| — Joan Frigolé Reixach, Dones que anaven pel món. Estudi etnogràfic de les trementinaires de la vall de la Vansa i Tuixent (2005) pp.73-74 | |   |

## Vida a la vall de la Vansa i Tuixent
L'ofici itinerant i "gairebé exclusivament femení" de trementinaire s'ha d'entendre tenint en compte el moment de desarticulació social i de trencament de l'economia de subsistència existent a la vall a causa de l'impacte que va implicar l'entrada del model econòmic capitalista a mitjans del segle xix. Era un ofici dur que implicava fer llargues travessies a peu per diferents indrets de Catalunya, carregant tot el pes de les plantes medicinals i les eines que necessitaven per fer els seus productes curatius.
| «                                                           | Les trementinaires es dedicaven, en paraules seves, a "anar pel món". Es desplaçaven per Catalunya seguint uns itineraris prefixats amb la finalitat de vendre la trementina, herbes remeieres i altres productes de la muntanya | » |
| — Diccionari Biogràfic de Dones, Biografia de Maria Majoral | |   |

L'ofici femení de les trementinaires va ser la resposta de les dones davant d'una situació de crisi i falta de recursos, i per tant, és també un posicionament actiu en la seva situació vital.
| « | La crisi no és només la substitució d'una estructura per una altra, sinó també, i sobretot, el buit. Un buit on tot és possible (...). Aquesta manera d'entendre la crisi (en termes generals) ens permet no reduir l'anàlisi del naixement de l'ofici de les trementinaires a factors estrictament socioeconòmics, com sol explicar-se, sinó intentar veure amb uns altres ulls aquest espai entre la realitat i en el qual aquestes dones sàvies van saber teixir un fil de transmissió del saber, caminant sempre en el difícil equilibri del desprestigi i l'autoritat". | » |
| — Les trementinaires de la Vall de la Vansa i Tuixén. Sabers femenins a la corda fluixa. Sònia Moll Gamboa | |   |

La Trementinaire
Dona valerosa i ferma,
remeiera ambulant
amb gran coneixença d'herbes
i remeis tradicionals.
Anava molt ben vestida
i, mai sola, amb companya,
generalment aprenenta
a la qual un sou donava.
Sa parla expressiva i clara
amb una memòria gran
la feien tan agradable
com un bell trinat encant.
Era molt ben acollida
per tot arreu on passava,
fins i tot com de família
havia que l'esperava.
Per doctors qualificada
com a joia de la natura
pel seu complement i ajuda
en curis realitzades.
I sempre la seva conducta
era sincera i formal
i a li famílies més pobres
no els hi cobrava ni un ral.
|Pere Serra (1971-1998, Cal Catarí, Tuixén)